# 陈贵强
陈贵强（英文：Gui-Qiang G. Chen；1963年—），华人数学家，专长微分方程。英国牛津大学数学系讲座教授。擁有美国、英国双国籍。浙江慈溪人。

## 生平
1963年5月25日，出生于浙江慈溪县（今宁波慈溪市）坎墩街道五塘新村。1978年，毕业于坎东中学高中部。1978年，成为文化大革命后第二批大学生，考入复旦大学数学系。1982年，获得复旦理学学士学位。后考入中国科学院数学研究所。1987年，获得中科院理学博士学位，导师为丁夏畦院士。是当时中国数学物理学界最年轻的国产博士。
赴美国研究。1987年至1989年，在美国纽约大学科朗数学研究所（Courant Institute of Mathematical Sciences）从事博士后研究，导师为美国著名数学家彼得·拉克斯（Peter D. Lax）。曾先后在芝加哥大学数学系，普林斯顿高等研究院，加州大学伯克利分校数学研究所等美国数学学术中心作访问研究。
1989年，获聘芝加哥大学数学系助理教授。1994年至1996年，美国西北大学数学系副教授。1996年，被聘为美国西北大学数学系正教授（终身），是当年全美最年轻获聘终身教授之一，并是芝加哥大学数学系兼职教授（Adjunct Professor）。2009年，被聘为英国牛津大学数学系微分方程首席教授。现任牛津大学 Statutory Professor in the Analysis of Partial Differential Equations （牛津大学数学系偏微分方程分析学讲座教授）。

## 学术任职
- 美国工业与应用数学学会（英语：Society for Industrial and Applied Mathematics）（缩写：SIAM）：
  - 2005年至2006年：SIAM偏微分方程部主任
  - 2009年至2010年：SIAM偏微分方程部主席
- 美国国家自然科学基金：
  - 2003年至2006年：高维欧拉方程及应用攻关研究基金学术会主任
- 2002年：美国中西部偏微分方程25周年系列大会主席
- 2006年：SIAM偏微分方程大会组织委员会主席
- 2008年：AMS–MAA联合会执行委员
- 2008年：AMS和上海数学会联会执行委员
- 2005年至2009年：挪威研究理事会委员
- 2009年：AMS年会项目执行委员
- 2012年：英国牛津国际偏微分方程大会组织委员会主席
- 美国数学学会会员
- 英国伦敦数学学会会员
- 中国科学院数学研究所兼职研究员

## 荣誉
- 1987年：杰出青年科学家称号（北京市科学技术委员会）
- 1989年：中华人民共和国自然科学奖
- 1989/90年度：芝加哥大学－阿贡数学奖
- 1991年：美国斯隆奖（Sloan Fellowship）
- 2003年：德国洪堡奖（英语：Alexander von Humboldt Foundation）
- 上海交通大学荣誉客座教授
- 2007年：中华人民共和国第六批“长江学者”（复旦大学数学系）
- 2009年：英国皇家学会沃尔夫森奖（英语：Royal Society Wolfson Research Merit Award）
- 2009年：牛津大学基布尔学院院士[2]
- 2011年：美国工业与应用数学学会 SIAG/ APDE 奖[4]
- 2011年：获得牛津大学文学硕士（名誉）
- 2012年：获选美国工业与应用数学学会（SIAM）会士[5]
- 2014年1月：当选英国数学与应用学会会士